# Öppen tävling
Öppen turnering är en sportterm för ett sportevenemang som är öppet för alla oavsett varifrån de kommer. 
Termen används även för tävlingar där både proffs och amatörer deltar i samma indelningsklass. 
Till exempel är Swedish Open i tennis ett svenskt mästerskap öppet för deltagare från hela världen, såväl proffs som amatörer.